# Cryptocarya parinarioides
Cryptocarya parinarioides är en lagerväxtart som beskrevs av A. C. Smith. Cryptocarya parinarioides ingår i släktet Cryptocarya och familjen lagerväxter. Inga underarter finns listade i Catalogue of Life.